# Seznam českých šlechtických rodů, C
Tento seznam obsahuje výčet šlechtických rodů, které byly v minulosti spjaty s Českým královstvím Podmínkou uvedení je držba majetku, která byla v minulosti jedním z hlavních atributů šlechty, případně, zejména u šlechty novodobé, jejich služby ve státní správě na území Českého království či podnikatelské aktivity. Platí rovněž, že u šlechty, která nedržela konkrétní nemovitý majetek, jsou uvedeny celé rody, tj. rodiny, které na daném území žily alespoň po dvě generace, nejsou tudíž zahrnuti a počítáni za domácí šlechtu jednotlivci, kteří zde vykonávali pouze určité funkce (politické, vojenské apod.) po přechodnou či krátkou dobu. Nejsou rovněž zahrnuti církevní hodnostáři z řad šlechty, kteří pocházeli ze šlechtických rodů z jiných zemí.

## C
- Carretto-Millessimo
- Cedlarové z Hoffu
- Cedvicové z Cedvic[1]
- Cellerové z Rozenthalu[1]
- Cidlinští ze Sluh[1]
- Cikánové ze Slupska[1]
- Cílové ze Svojšic
- z Cimburka
- Clam-Gallasové
- Clam-Martinicové
- Clannerové z Engelshofenu[2]
- Clary-Aldringenové
- Colloredové
- Coudenhoveové
- Croyové
- Ctinští ze Ctiněvsi
- Cukrové z Tamfeldu[3]